# 拜錢盒
拜钱盒，又稱凑份子、凑份子錢，是部份地區中式婚禮中的一種習俗，是将亲朋们送来的礼金、礼物数量一一读出，然后向亲戚敬茶敬酒致谢。在珠三角地區，新郎會收一半回一半。在中国北方，此礼俗称凑份子(钱)，执行时新郎会收下全部礼金，并不将一半礼金退还。而中国大部分地区也并没有将礼金当众大声读出的习惯，只是收礼道谢，宴后再打开红包记录礼金数目，以便将来送礼人家举行婚礼时回赠同样数目的礼金以还人情债。

## 爭議
拜钱盒中将礼金当众大声读出的习俗虽不普遍，但当贺礼礼金数目被当众大声读出时，送礼少的宾客会很没面子，被人看不起，场面十分尴尬。因此部份人認為這是一種陋俗。